# The Troggs
The Troggs er et engelsk band, dannet i 1964, som havde en række hitlisteplaceringer i 1960'erne. Deres gennembrud var "Wild Thing", komponeret af Chip Taylor. Den opnåede en placering som nr. 257 på Rolling Stone Magazines liste over de 500 bedste sange gennem tiderne.  Efterfølgerne: "With a Girl Like You" og I can't Control Myself" nåede toppen af hitlisterne i mange lande, bl.a Danmark. Et af deres senere hits, "Love Is All Around" blev senere et af Wet Wet Wets store hits.  

## Historie
The Troggs blev dannet i 1964 og fik kontrakt med The Kinks manager Larry Page i 1965. Page bragte dem i kontakt med CBS. Deres gennembrud "Wild Thing" blev promoveret gennem et TV-show Thank Your Lucky Stars  og den opnåede som single nr. 2 i Storbritannien og nr. 1 i USA i juli 1966. Den kombinerede et simpelt heavy guitar riff med en tekst, der havde sexuelle undertoner og blev hurtigt et af de førende eksempler på garage rock standarden. 
"With a Girl Like You" opnåede en placering som nr. 1 i Storbritannien i juli 1966 og kort efter nr. 29 i USA. "I Can't Control Myself" blev nr. 2 i september 1966,  "Anyway That You Want Me", nr. 10 i december 1966 og "Love Is All Around" nr. 5 i oktober 1967 på den britiske salgsliste. 
Trods den store kommercielle succes opløstes The Troggs i marts 1969, men blev gendannet med ny bassist året efter. De opnåede dog ikke flere top ti placeringer på hitlisterne, og var senere mest kendt som live – band ved forskellige mindre festivaler.

## Indflydelse
The Troggs har været inspirationskilde for bl.a. Iggy Pop og The Ramones  The Jimi Hendrix Experience fremførte en berømt cover – version af "Wild Thing" ved deres optræden på Monterey Pop Festival i 1967. Det var ved afslutningen af dette nummer, at Hendrix afbrændte sin guitar.
I 1990 opnåede Spiritualized et gennembrud med en cover – version af "Anyway That You Want Me". 
"With a Girl Like You" blev benyttet i fuld længde i en dansescene med Nicole Kidman og Noah Taylor i filmen "Flirting" fra 1991. 
In 1991 indspillede R.E.M. "Love Is All Around" som B – side til deres "Radio Song" single, ligesom de optrådte med en akustisk version på MTV Unplugged. Samme sang opnåede i 1994 15 uger som nr. 1 på den engelske hitliste i en version med det skotske band Wet Wet Wet.

## Diskografi

### Albums

#### Studie albums
- From Nowhere... The Troggs (1966) (UK #6)
- Wild Thing (1966) (US #52)
- Trogglodynamite (1966) (UK #10)
- Cellophane (1967)
- Love is All Around (1968)
- Mixed Bag (1968)
- Contrasts (1970)
- Troggs (1975)
- The Trogg Tapes (1976)
- Black Bottom (1982)
- AU (1990)
- Athens Andover (1992)

#### Live albums
- Trogglomania (1970)
- Live at Max's Kansas City (1981)

#### Officielle opsamlinger
- Best of The Troggs (1967) (UK #24)
- Best of The Troggs Volume II (1969)
- With a Girl Like You (1975)
- Vintage Years (1976)
- Hit Single Anthology (1991)
- Archeology (1967–1977) (1992)
- The EP Collection (1996)

### Singler
- "Lost Girl" (1966)
- "Wild Thing" (1966) (UK #2, US #1)
- "With a Girl Like You" (1966) (UK #1, US #29)
- "I Can't Control Myself" (1966) (UK #2, US #43)
- "Any Way That You Want Me" (1966) (UK #8)
- "Give It To Me" (1967) (UK #12)
- "Night Of The Long Grass" (1967) (UK #17)
- "Hi Hi Hazel" (1967) (UK #42)
- "Love Is All Around" (1967) (UK #5, US #7)
- "Little Girl" (1968) (UK #37)
- "Surprise Surprise" (1968)
- "You Can Cry If You Want To" (1968)
- "Surprise Surprise" (1968)
- "Hip Hip Hooray" (1968)
- "Evil Woman" (1969)
- "Easy Lovin'" (1970)
- "Lover" (1970)
- "The Raver" (1970)
- "Lazy Weekend" (1971)
- "Wild Thing" (ny version) (1972)
- "Everything's Funny" (1972)
- "Listen To The Man" (1973)
- "Strange Movies" (1973)
- "Good Vibrations" (1974)
- "Wild Thing" (Reggae version) (1975)
- "Summertime" (1975)
- "(I Can't Get No) Satisfaction" (1975)
- "I'll Buy You An Island" (1976)
- "Feeling For Love" (1977)
- "Just A Little Too Much" (1978)
- "I Love You Baby" (1982)
- "Black Bottom" (1982)
- "Every Little Thing" (1984)
- "Wild Thing '89" (1989)
- "Don't You Know" (1992)
- "Wild Thing" [1] (1992)
- "Wild Thing" [2] (1993) (UK #69)

- [1] by The Troggs featuring Oliver Reed og Hurricane Higgins
- [2] by The Troggs featuring Wolf

## Eksterne links
- Troggs Website Arkiveret 28. august 2007 hos  Wayback Machine
- The Troggs Tapes

### Video
- PUNKCAST#79 live @ World Trade Center Plaza, New York – 24 July 2001. (RealPlayer)